# Night of Jazz Guitars
Night of Jazz Guitars ist ein 2002 gegründetes Gitarrenprojekt des deutschen Jazzgitarristen Andreas Dombert. Bis zum heutigen Tag wirkten u. a. folgende Musiker mit: Paulo Morello, Helmut Kagerer, Larry Coryell, Ulf Wakenius, Pat Martino, Philip Catherine, Airto Moreira, Michael Sagmeister, Martin Taylor, Torsten Goods.

## Bandgeschichte
Andreas Dombert nahm 2002 mit Helmut Kagerer, seinem damaligen Gitarrendozenten an der Musikhochschule Nürnberg-Augsburg, eine erste CD namens Night of Jazz Guitars auf, welche jedoch nicht veröffentlicht wurde. 2006 folgte die erste veröffentlichte CD des Duos, ebenfalls mit dem Titel Night of Jazz Guitars (Jazz4Ever Records, 2006). 2010 erweiterte sich das Duo durch Paulo Morello zum Trio. Durch die Vermittlung Morellos wurde außerdem der US-Gitarrenstar Larry Coryell für Konzerte und eine CD-Aufnahme nach Deutschland eingeladen, welche 2011 bei dem Label In+Out Records veröffentlicht wurde. Ein Fernsehmitschnitt des Gitarrenquartetts der Internationalen Jazzwoche in Burghausen 2011 für BR-alpha ist auf YouTube verfügbar. Dieses Quartett bestand bis 2014 mit regelmäßigen Tourneen, u. a. auch mit Philip Catherine und Airto Moreira, welche die Band zu einem Quintett erweiterten.
Nach einem Besetzungswechsel gründeten Dombert und Morello ein gleichnamiges Unternehmen als Gesellschaft bürgerlichen Rechts und tourten 2015 mit Ulf Wakenius und Michael Sagmeister. 2016 erschien die CD Sound and Clouds mit der amerikanischen Gitarrenlegende Pat Martino und weiteren Gästen bei Home.Fi-Records. Der internationale Musikkritiker Bill Milkowski schrieb in den Liner Notes der CD: „This is six-string work of the highest order.“
Weitere Tourneen mit u. a. Martin Taylor, Torsten Goods und Ulf Wakenius folgten. 2018 tritt das Quartett beim Jazzfestival Bingen swingt mit der neuen Besetzung Andreas Dombert, Torsten Goods, Jesse van Ruller und Bruno Müller auf.

## Diskografische Hinweise
- Andreas Dombert, Helmut Kagerer: Night of Jazz Guitars (Jazz4Ever Records 2006; „Album des Jahres“ laut Alexander Schmitz – AGAS)[3]
- Coryell, Dombert, Morello, Kagerer: Night of Jazz Guitars (In + Out Records, 2011)
- Night of Jazz Guitars: Sound and Clouds (Home.Fi-Records, 2016)